# Suureranna
Suureranna – wieś w Estonii, w prowincji Hiuma, w gminie Kõrgessaare.
W 2012 roku wieś liczyła 20 mieszkańców; w październiku 2010 – 22, w grudniu 2009 – 22.